# Knoelle
Knoelle is een geslacht van spinnen uit de familie wolfspinnen (Lycosidae).

## Soorten
De volgende soorten zijn bij het geslacht ingedeeld:
- Knoelle clara (L. Koch, 1877)